# Pangea
 Ovo je glavno značenje pojma Pangea. Za druga značenja pogledajte Pangea (razdvojba).
Pangea ili Pangaea (grč.: Παγγαία svezemlje), naziv za superkontinent koji je postojao tijekom era paleozoika i mezozoika prije nego što je proces tektonike ploča odvojio sastavne kontinenta u njihovu trenutnu konfiguraciju. Ime je skovao Alfred Wegener, vodeći zagovaratelj pomicanja kontinenata iz 1915. godine.
Kontinenti su se razvidno spojili u jedinstvenu Pangeu prije oko 300 Ma (milijuna godina), uzrokovavši izdizanje nekoliko istaknutih planinskih lanaca procesom orogeneze. Nekoliko takvih lanaca još postoji iako su tijekom vremena postali zbog erozije mnogo niži. Savršeni primjeri tih planina jesu Apalači na istoku Sjeverne Amerike, Atlas u Sjevernoj Africi i Ural u Euroaziji. Plašt ispod nekadašnjeg Pangeinog položaja ostao je vrlo vruć čak i nakon koalizije, te su stoga konvekcijske struje unutar podložne magme gurale središte superkontinenta prema gore. Zbog toga je područje na kojem se danas nalazi afrički kontinent bilo smješteno desetke metara poviše okolnih kontinenata.
Pangea je bila kopnena masa u obliku slova C koja se prostirala preko ekvatora. Vodeno tijelo koje se nalazilo zatvoreno unutar tog polumjeseca nazvano je more Tetis. Zbog Pangeine masivne veličine unutrašnje regije vjerojatno su bile vrlo sušne zbog nedostatka padalina. Veliki superkontinent je naposljetku terestričkim životinjama omogućio slobodnu migraciju cijelim putem od Južnog do Sjevernog pola.
Ogromni ocean koji je nekoć okruživao superkontinent Pangeu nazivao se Panthalassa. Čini se da se Pangea razlomila oko 180 Ma u jurskom razdoblju, prvo na dva superkontinenta (Gondvanu na jugu i Lauraziju na sjeveru), a nakon toga na današnje kontinente.
Pangea nije bila prvi superkontinent. Prema dostupnim dokazima znanstvenici su rekonstruirali Pangeinu prethodnicu nazvanu Pannotia, koja se formirala oko 600 Ma, a podijelila nekih 50 milijuna godina kasnije. Drugi kontinent Rodinia očigledno se formirao prije približno 1,100 Ma, a podijelio prije 750 Ma.

## Više informacija
- Geološka vremenska ljestvica
- Zemljina kora
- Tektonika ploča
- Pangaea Ultima

## Vanjske poveznice
- USGS Pregled  Arhivirana inačica izvorne stranice od 5. siječnja 2009. (Wayback Machine)
- Interaktivna karta Pangeje s prikazom današnjih granica i 3D globusom
- Mov video o kretanju Pangeje  Arhivirana inačica izvorne stranice od 12. travnja 2006. (Wayback Machine)
- U čast Alfredu Wegeneru, znanstvena baza podataka na institutu za polarna i morska istraživanja Alfred Wegener (AWI) nazvana je "PANGAEA"